# Студио Арт Лайн
Artline Studios е българско издателство, регистрирано през 2005 г. със седалище в София, специализирано в издаването на приключенска литература и комикси. Негов управител е Христо Коцев. Издателството публикува преводи на японски комиксови поредици, както и значителни приключенски бестселъри.
От 2022 г. издателството е собственост на интернет магазина „Озон.бг“ 

## Издания
- Адвенчърмен: Краят и всичко след това
- Астерикс
- Атлас (Оливи Блейк)
- Батман: Белия рицар
- Батман: Година първа
- Батман: Градът на совите
- Батман: Дългият Хелоуин
- Батман: Завръщането на Черния рицар
- Батман: Последният рицар на Земята
- Батман: Проклятието на белия рицар
- Батман: Прокълнат
- Батман: Съдът на совите
- Батман: Убийствената шега
- Блексед
- Бял пясък
- Венъм: Рекс
- Възходът на дракона. Илюстрована история на династията Таргариен
- Гладните (М. Р. Кери)
- Голям проклет Sin city
- Да спиш в море от звезди (Кристофър Паолини)
- Джон Константин: Хелблейзър
- Дедпул & Кейбъл
- Дедпул: Самурай
- Деца на времето (Ейдриън Чайковски)
- Живите мъртви
- Жокера: Омнибус (Човекът, който се смее, Лудница Аркам, Жокера, Батман: Убийствената шега, Тримата Жокери)
- Заклеващия (Брандън Сандерсън)
- Защитниците (М. Р. Кери)
- Змията и крилете на нощта (Кариса Броудбент)
- Изгубени във времето (А. Дж. Ридъл)
- Как Рори Торн унищожи мултивселената (К. Ийсън)
- Колосален Конан Кимериеца
- Кръвта на змията (Робърт Хауърд, С. М. Стърлинг)
- Костенурките нинджа: Последният ронин
- Котило от кости (Дж. Д. Кърк)
- Лъки Люк
- Майлс Моралес: Върховния Спайдър-мен
- Моментикон (Андрю Калдекот)
- Мъглороден (Брандън Сандерсън)
- Найтуинг
- Наръчник на пестеливия магьосник за оцеляване в средновековна Англия (Брандън Сандерсън)
- Нация (Тери Пратчет)
- Невероятния Спайдър-мен
- Неофициалните рецепти от „Властелинът на пръстените“ (Том Грим)
- Непокорни небеса (Ан Сей Лин)
- Огромен малък Марвел
- Озарения (Брандън Сандерсън)
- Пазители на галактиката
- Повреда във всички системи (Марта Уелс)
- Пътешественик в Средната земя
- Пътят на кралете (Брандън Сандерсън)
- Радиант
- Ритъмът на войната (Брандън Сандерсън)
- Светкавицата: Флашпойнт
- Светът на акото (Тери Пратчет)
- Светът на диска (Тери Пратчет)
- Силоз (Хю Хауи)
- Сияйни слова (Брандън Сандерсън)
- Скайдол
- Скълдъгъри Плезънт (Дерек Ланди)
- Смяна (Хю Хауи)
- Спайдър-мен: Легендарни любимци
- Спиращия войната (Брандън Сандерсън)
- Супермен: Призвание
- Супермен: Съветски син
- Сянката на боговете (Джон Гуин)
- Трес от Смарагдово море (Брандън Сандерсън)
- Фантастичната четворка: Кръговрат
- Харлийн
- Хелбой: Семето на разрухата
- Ъмбрела академия: Апокалиптична сюита
- Юми и художникът на кошмари (Брандън Сандерсън)
- Blade Runner 2019
- BRZRKR
- Jack Eridon
- Kamikaze
- The Kong Crew
- The Sandman: Господарят на сънищата
- V като Вендета